# Sakonji Seizō

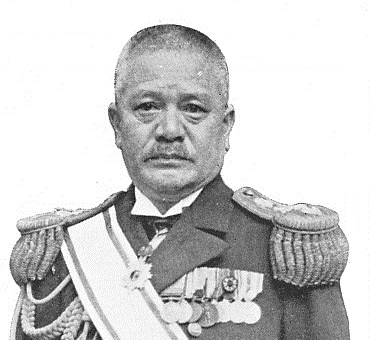
Sakonji Seizō (1932)

Sakonji Seizō (jp. 左近司 政三; * 27. Juni 1879; † 20. August 1969) war Vizeadmiral in der Kaiserlich-Japanischen Marine und Minister in den Kriegskabinetten Konoe III und Suzuki im Japanischen Kaiserreich.

## Militärische Karriere
Sakonji wurde in Yonezawa, Präfektur Yamagata, geboren, wo sein Vater ein Samurai im Dienste der Domäne Yonezawa war (englisch für das Fürstentum/-han Yonezawa). Bald nach seiner Geburt zog die Familie jedoch nach Kanazawa, Präfektur Ishikawa, und schließlich nach Osaka, wo Sakonji von seinem Onkel, einem Anwalt, adoptiert wurde. Nach dem Besuch von militärischen Vorbereitungsschulen wurde er in die 28. Klasse der Kaiserlich Japanischen Marineakademie aufgenommen und schloss im Dezember 1900 als 8. von 105 Kadetten seiner Klasse ab. Als Fähnrich diente er auf dem Kreuzer Hashidate, der 1901 eine Ausbildungsmission nach Manila, Batavia, Singapur, Bangkok, Hongkong, Incheon, Busan und Wladiwostok unternahm. Als Fähnrich wurde er dem Kreuzer Iwate als Steuermann zugeteilt.
Er diente im Russisch-Japanischen Krieg auf Torpedobooten und wurde nach dem Krieg Spezialist für Torpedokriegsführung. Ab 1915 wurde er zum Kommandeur befördert und führte das Ausbildungsgeschwader 1916 auf eine Ausbildungsmission in den Südpazifik, nach Australien und Neuseeland.
Während des Ersten Weltkriegs wurde er als Militärattaché in die Niederlande und das Vereinigte Königreich entsandt, um die moderne, westliche Kriegsführung aus erster Hand zu beobachten. Im Jahr 1919 wurde er zum Kapitän zur See befördert und gehörte der japanischen Delegation beim Vertrag von Versailles an.
Nach seiner Rückkehr nach Japan wurde er der Admiralität der Kaiserlichen Japanischen Marine zugeteilt. Im Dezember 1923 kehrte er als Kapitän des Schlachtschiffs Nagato zur See zurück und wurde 1924 zum Konteradmiral und 1928 zum Vizeadmiral befördert. Im Jahr 1929 war er ein einflussreiches Mitglied der japanischen Delegation bei den Verhandlungen zum Londoner Flottenvertrag. Nach seiner Rückkehr nach Japan im Jahr 1930 wurde er Kommandeur der Ausbildungsflotte und leitete 1931 persönlich eine Ausbildungsmission, die ihn von Keelung nach Hongkong, Singapur, Colombo, Aden, Port Said, Neapel, Toulon, Marseille, Malta, Alexandria, Dschibuti, Colombo, Batavia, Manila, Palau und Sasebo führte. Im Jahr 1931 wurde er Vizeminister für Marinefragen.
Im Jahr 1932 wurde Sakonji Oberbefehlshaber der 3. Flotte und des Marinedistrikts Sasebo. Auf den Oberbefehlshaber der Vereinigten Flotte, Admiral Suzuki Kantarō, hatte Sakonji aufgrund seiner starken Verhandlungsposition bei den Verhandlungen über den Londoner Flottenvertrag und seiner anschließenden Unterstützung der Vertragsfraktion innerhalb der Kaiserlich Japanischen Marine einen sehr positiven Eindruck gemacht. Dennoch zog Sakonji die Feindschaft des einflussreichen Vorsitzenden der Flottenfraktion, Prinz Fushimi Hiroyasu, auf sich, sodass Sakonji im März 1934 in die Reserve versetzt wurde.
Anschließend war Sakonji von Juli 1935 bis Juli 1941 Präsident der Kita-Karafuto Sekiyu KK (北樺太石油株式会社, „Nord-Karafuto [=Sachalin] Öl AG“, engl. „North Sakhalin Oil Company“). Im Jahr 1941 wurde Sakonji vom Kaiser zum Minister für Handel und Industrie im dritten Kabinett von Premierminister Fumimaro Konoe ernannt. Außerdem erhielt er ab Januar 1943 einen Sitz im Herrenhaus, dem Oberhaus des japanischen Reichstags. Unter Premierminister Suzuki Kantarō wurde er im April 1945 erneut als Staatsminister in das Kabinett berufen, wo er sich für die Beendigung des Krieges einsetzte, indem er auf die Annahme der Potsdamer Erklärung drängte. Nach der Kapitulation Japans wurden die meisten Mitglieder der japanischen Kabinette der Kriegszeit von den alliierten Besatzungsbehörden wegen mutmaßlicher Kriegsverbrechen verhaftet. Sakonji wurde jedoch aufgrund seiner Bemühungen um den Frieden nach Kriegsende nicht strafrechtlich verfolgt.
Nach der Besetzung Japans wurde Sakonji 1951 gebeten, im Ausschuss für die Gründung der Selbstverteidigungsstreitkräfte mitzuwirken.